# Warande (Achel)
De Warande is een natuurgebied ten oosten van Achel.

## Geschiedenis
Het maakte deel uit van een stelsel van wateringen van 600 ha, dat hier heeft gefunctioneerd van 1894 tot 1914. Kalkrijk Maaswater uit het Kempens Kanaal werd via een ingenieus stelsel van kanaaltjes aan de velden toegevoerd om zo de vruchtbaarheid ervan te verbeteren. Deze velden werden als hooiland gebruikt. Het hooi was bestemd voor de paarden van het Belgische leger dat in Leopoldsburg waren gestationeerd. Het spreekt vanzelf dat niet alleen de invoering van de kunstmest, maar ook de komst van de verbrandingsmotor, aan dit alles een einde heeft gemaakt.
Initiator voor dit alles was graaf Barthélémy de Theux de Meylandt (die het kasteel Genenbroek kocht in 1852, en ook zijn schoonzoon, graaf Alfred Cornet d'Elzius de Peissant, die leefde van 1839 tot 1898, was verantwoordelijk voor de verdere uitbouw hiervan.
Sinds 1988 is een deel van dit gebied toegankelijk voor wandelaars. Ook is er een ecologische vereniging gevestigd. De voormalige hooilanden zijn nu rijk begroeid en het landschap is bijzonder afwisselend en kleinschalig. Een aantal onderdelen en slootjes van het voormalige bevloeiingssysteem zijn behouden gebleven, wat het gebied ook cultuurhistorisch waardevol maakt.